# A tizennégy segítőszent
A tizennégy segítőszent (latin: Quatuordecim Auxiliatores; német: Vierzehn Nothelfer) a katolikusok által tisztelt szentek azon csoportja, akik közbenjárását különösen hatékonynak tartják, főleg a különböző betegségek ellen. A tizennégyes szám valószínűleg a „szent” hetes szám megkettőzésével jött létre. Ezen szentek csoportja a 14. században a Rajna-vidéken terjedt el, nagyrészt a fekete halál néven ismertté vált járvány eredményeként. Csoportjukba időnként és területenként olykor más-más vértanúkat is besoroltak.

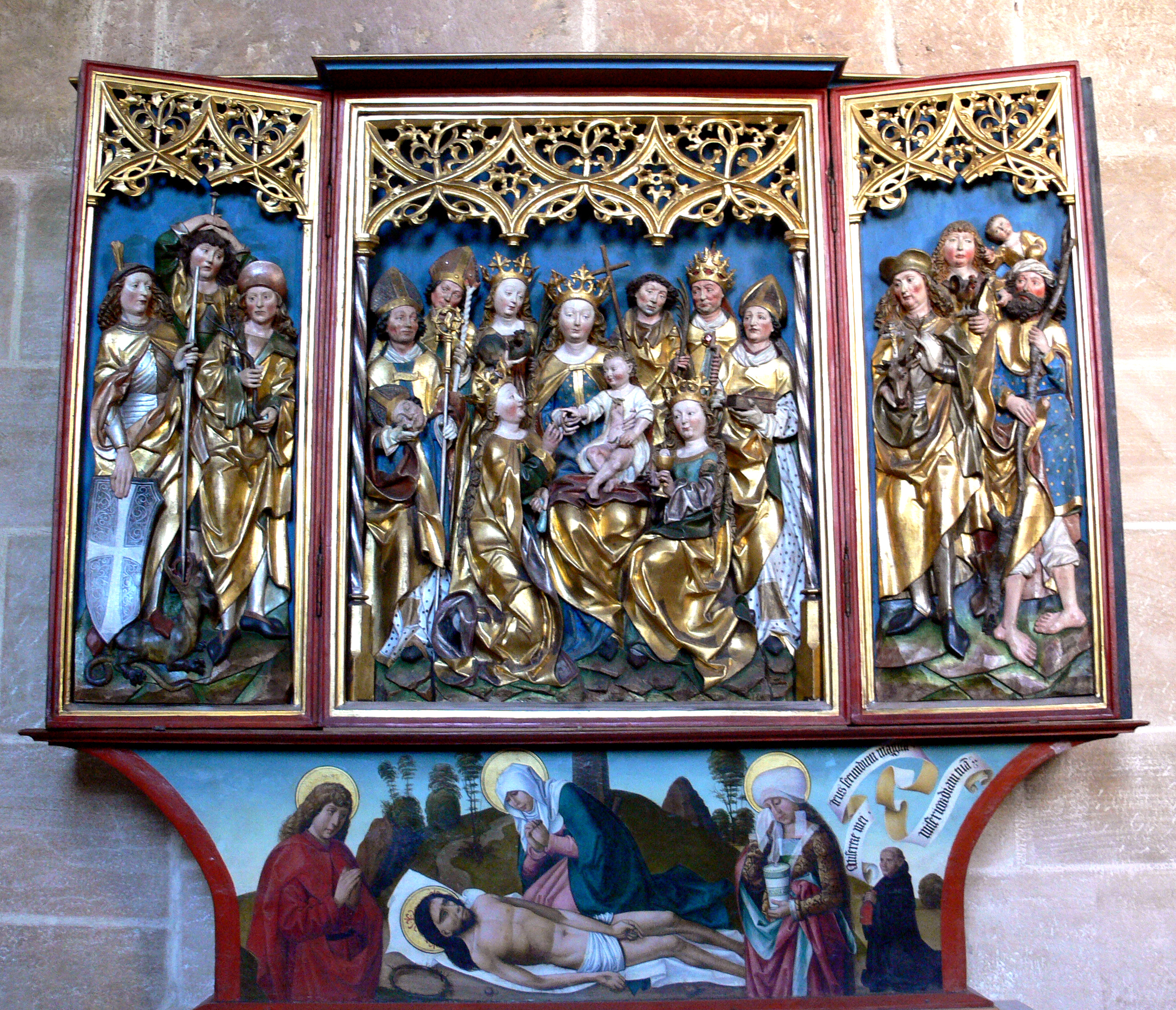
Tizennégy segítőszent oltár Heilsbronn, Ansbach, Bajorország

A hagyomány szerint ezek a szentek a haláluk előtt ígéretet kaptak Istentől, hogy a hozzájuk fordulókat nagy bajokban megsegíthetik. A tizennégyes szám valószínűleg az apostolokra utal (a tizenkettő + Pál és Barnabás), akik közbenjárását együttesen is kérték.
A kremsi oltáron szerepelnek először, melyet 1294-ben Konrád passaui püspök említett.[forrás?] Tiszteletük és kultuszuk különösen virágzott az 1348-as pestis után Közép-Európában. A 15. században fogalmazták meg a szentek officiumát.  Magyarországon a 15. században tűnt föl a tiszteletük.
Híres németországi búcsújáró helyük Vierzehnheiligen (Frankenthal), templomát 1719-ben szentelték fel. 

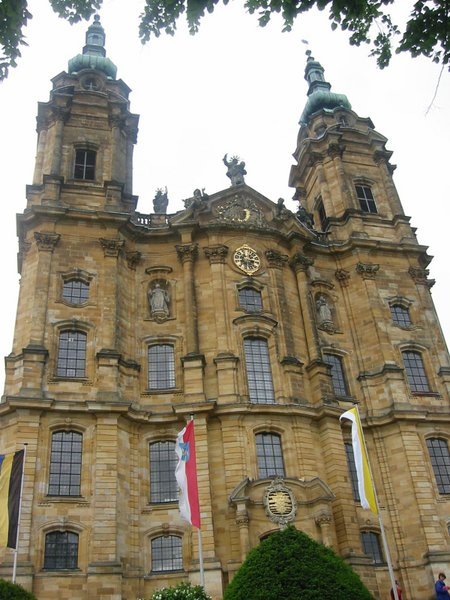
A tizennégy segítőszent híres németországi búcsújáró helye a Vierzehnheiligen bazilika, Bad Staffelsteinben

## A szentek
- György a háziállatok egészségéért és a hit elleni kételyekben,
- Balázs a torokgyíkban és egyéb torokbajokban,
- Erasmus az altest fájdalmaiban,
- Pantaleon minden betegségben,
- Vitus a szemérem elleni kísértésekben,
- Kristóf a bubópestis és az utak veszedelmei,
- Dénes a fejfájás, a démoni megszállás ellen és a lelkiismeret nyugtalanságában,
- Cirjék a pokoli kígyó incselkedései és a szembetegségek ellen,
- Agathius (Ákos) a fejfájásban és a halálfélelemben,
- Euszták a családi viszályokban és a reménytelen helyzetekben,
- Egyed a gyónásban érzett álszégyen,
- Margit a veszélyben forgó szülő asszonyok bajai,
- Katalin a bűnbánók megtérését késleltető akadályok ellen,
- Borbála az utolsó szentségek felvételében hatalmas pártfogó.

Helyenként Dénes helyett Miklós püspök, Erazmus helyett Lénárd, Euszták helyett Hubert, Pantaleon helyett Rókus, bármelyik helyett Libérius szerepelhet a segítőszentek között. Itáliában 15. segítőszentként Magnus, másutt György mellett Sebestyén és Mór, Pantaleon mellett Lukács, Kozma és Damján jelenik meg.